# Giannantonio Prinetti Castelletti
Giannantonio Prinetti Castelletti (Milano, 13 novembre 1921 – Valduggia, 9 agosto 1944) è stato un militare e partigiano italiano, medaglia d'oro al valor militare.

## Biografia
Di famiglia aristocratica lombarda (originaria di Pessano con Bornago), frequentò l'Accademia di Artiglieria e Genio di Torino. Ne uscì sottotenente e venne assegnato al 18º Reggimento Artiglieria "Pinerolo", venendo inviato in Grecia dove meritò una medaglia d'argento al valor militare.
Dopo l'Armistizio di Cassibile (reso pubblico l'8 settembre 1943), fervente monarchico, trovandosi a casa in licenza si sottrasse in un primo tempo ai tedeschi rifugiandosi in Svizzera, da cui rientrò nel luglio 1944 con l'intenzione di raggiungere la Brigata di Enrico Martini "Mauri", che operava nelle Langhe. Lungo il suo cammino incontrò una Valsesia sottoposta a durissimi rastrellamenti neonazisti, decidendo così di fermarvisi e aggregarsi alla Brigata Garibaldi "Osella" di Cino Moscatelli, operante sia in Valsesia che nel Novarese. Col nome di battaglia "Capitano Gino" diventò comandante della Brigata "Volante Loss".
Il 9 agosto 1944, offertosi per un'azione difensiva contro i nazisti che in località Colli di Valduggia stavano mettendo in difficoltà un avamposto della Brigata, caduti i tre partigiani (Biella, Avogadro e Zanetti) che componevano la sua pattuglia, rifiutando ciò nonostante la resa, cadde pure lui in combattimento, salvando con il proprio sacrificio la Brigata da sicuro accerchiamento.

## Onorificenze

### Riconoscimenti
- Gallarate gli ha dedicato un largo; Merate gli ha intitolato una via; Pessano con Bornago, Trieste e Trento una lapide; Lecco nel 2005 gli ha concesso l'attestato "Benemerenza di San Nicolò".